# Julius Conradi
Julius Conradi (1805 in Breslau – 25. Dezember 1889 in Wien) war ein Theaterschauspieler und Leiter einer Theaterschule.

## Leben
Conradi hatte anfangs die Absicht, sich der Pharmazie zu widmen, wendete sich jedoch bald der Bühne zu. Er debütierte im Breslauer Stadttheater im Jahre 1824, war hierauf in Graz, Brünn, Baden, Preßburg und zuletzt am Theater in der Josefstadt in Wien engagiert (1854–1865), worauf er sich gänzlich von der Bühne zurückzog und eine Theaterschule eröffnete, der er bis 1873 vorstand. Sodann wurde er Administrator bei Friedrich Strampfer. In den letzten Jahren nahm er wieder seine Tätigkeit als dramatischer Lehrer auf und erteilte Unterricht bis zu seinem Tode. Viele hervorragende Künstler zählten zu seinen Schülern.

## Schüler (Auswahl)
- Maria Ortwin